# Dolní Žandov
Dolní Žandov – wieś i gmina w Czechach, w powiecie Cheb, w kraju karlowarskim. Według danych z dnia 1 stycznia 2012 liczyła 1 208 mieszkańców.